# Tour of the Alps 2017
Il Tour of the Alps 2017, quarantunesima edizione della corsa (prima con la nuova denominazione che sostituisce "Giro del Trentino"), valevole come evento dell'UCI Europe Tour 2017 e della Ciclismo Cup 2017, di categoria 2.HC, si svolse in cinque tappe dal 17 al 21 aprile 2017 su un percorso di 783,2 km, con partenza da Kufstein (Austria) e arrivo a Trento (Italia). 
La vittoria fu appannaggio del britannico Geraint Thomas che completò il percorso in 20h49'37", alla media di 37,605 km/h, precedendo il francese Thibaut Pinot e l'italiano Domenico Pozzovivo. Il quarto classificato, Michele Scarponi, vincitore della prima tappa, morirà il giorno dopo la conclusione della corsa a causa di un incidente in allenamento.
Sul traguardo di Trento 109 ciclisti, su 139 partiti da Kufstein, portarono a termine la competizione.

## Tappe
| Tappa  | Data      | Percorso                                    | km    | Vincitore di tappa | Leader cl. generale |
| ------ | --------- | ------------------------------------------- | ----- | ------------------ | ------------------- |
| 1ª     | 17 aprile | Kufstein (AUT) > Innsbruck/Hungerburg (AUT) | 142,3 | Michele Scarponi   | Michele Scarponi    |
| 2ª     | 18 aprile | Vipiteno > Innervillgraten (AUT)            | 140,4 | Rohan Dennis       | Thibaut Pinot       |
| 3ª     | 19 aprile | Villabassa > Funes                          | 135,6 | Geraint Thomas     | Geraint Thomas      |
| 4ª     | 20 aprile | Bolzano > Cles                              | 165,3 | Matteo Montaguti   | Geraint Thomas      |
| 5ª     | 21 aprile | Smarano > Trento                            | 199,6 | Thibaut Pinot      | Geraint Thomas      |
| Totale | Totale    | Totale                                      | 783,2 |                    |                     |

## Squadre e corridori partecipanti
| N.    | Cod. | Squadra                     |
| ----- | ---- | --------------------------- |
| 1-6   | SKY  | Team Sky                    |
| 11-18 | ALM  | AG2R La Mondiale            |
| 21-28 | AST  | Astana Pro Team             |
| 31-38 | BMC  | BMC Racing Team             |
| 41-48 | BOH  | Bora-Hansgrohe              |
| 51-57 | CDT  | Cannondale-Drapac           |
| 61-67 | FDJ  | FDJ                         |
| 71-78 | ANS  | Androni-Sidermec-Bottecchia |
| 81-88 | ABS  | Aqua Blue Sport             |

| N.      | Cod. | Squadra                       |
| ------- | ---- | ----------------------------- |
| 91-98   | BRD  | Bardiani-CSF                  |
| 101-108 | CJR  | Caja Rural-Seguros RGA        |
| 111-118 | GAZ  | Gazprom-RusVelo               |
| 121-128 | NIP  | Nippo-Vini Fantini            |
| 131-138 | WIL  | Wilier Triestina-Selle Italia |
| 141-148 | BAI  | Bike Aid                      |
| 151-158 | SAN  | Sangemini-MG.Kvis             |
| 161-168 | TIR  | Tirol Cycling Team            |
| 171-178 | ITA  | Italia                        |

## Dettagli delle tappe

### 1ª tappa
- 17 aprile: Kufstein (AUT) > Innsbruck/Hungerburg (AUT) – 142,3 km

Risultati
| Pos. | Corridore        | Squadra | Tempo    |
| ---- | ---------------- | ------- | -------- |
| 1    | Michele Scarponi | Astana  | 3h32'15" |
| 2    | Geraint Thomas   | Sky     | s.t.     |
| 3    | Thibaut Pinot    | FDJ     | s.t.     |

| Pos. | Corridore        | Squadra | Tempo    |
| ---- | ---------------- | ------- | -------- |
| 1    | Michele Scarponi | Astana  | 3h32'05" |
| 2    | Geraint Thomas   | Sky     | a 4"     |
| 3    | Thibaut Pinot    | FDJ     | a 6"     |

### 2ª tappa
- 18 aprile: Vipiteno > Innervillgraten (AUT) – 140,4 km[1]

Risultati
| Pos. | Corridore        | Squadra | Tempo    |
| ---- | ---------------- | ------- | -------- |
| 1    | Rohan Dennis     | BMC     | 3h20'13" |
| 2    | Thibaut Pinot    | FDJ     | s.t.     |
| 3    | Davide Ballerini | Androni | s.t.     |

| Pos. | Corridore        | Squadra | Tempo    |
| ---- | ---------------- | ------- | -------- |
| 1    | Thibaut Pinot    | FDJ     | 6h52'18" |
| 2    | Michele Scarponi | Astana  | s.t.     |
| 3    | Geraint Thomas   | Sky     | a 4"     |

### 3ª tappa
- 19 aprile: Villabassa > Funes – 135,6 km[2]

Risultati
| Pos. | Corridore          | Squadra | Tempo    |
| ---- | ------------------ | ------- | -------- |
| 1    | Geraint Thomas     | Sky     | 3h47'50" |
| 2    | Mikel Landa        | Sky     | s.t.     |
| 3    | Domenico Pozzovivo | AG2R    | a 4"     |

| Pos. | Corridore      | Squadra | Tempo     |
| ---- | -------------- | ------- | --------- |
| 1    | Geraint Thomas | Sky     | 10h40'02" |
| 2    | D. Pozzovivo   | AG2R    | a 16"     |
| 3    | Thibaut Pinot  | FDJ     | a 19"     |

### 4ª tappa
- 20 aprile: Bolzano > Cles – 165,3 km

Risultati
| Pos. | Corridore        | Squadra | Tempo    |
| ---- | ---------------- | ------- | -------- |
| 1    | Matteo Montaguti | AG2R    | 4h56'38" |
| 2    | Thibaut Pinot    | FDJ     | s.t.     |
| 3    | Rohan Dennis     | BMC     | s.t.     |

| Pos. | Corridore      | Squadra | Tempo     |
| ---- | -------------- | ------- | --------- |
| 1    | Geraint Thomas | Sky     | 15h36'40" |
| 2    | Thibaut Pinot  | FDJ     | a 13"     |
| 3    | D. Pozzovivo   | AG2R    | a 16"     |

### 5ª tappa
- 21 aprile: Smarano > Trento – 199,6 km

Risultati
| Pos. | Corridore        | Squadra | Tempo    |
| ---- | ---------------- | ------- | -------- |
| 1    | Thibaut Pinot    | FDJ     | 5h13'01" |
| 2    | Brent Bookwalter | BMC     | s.t.     |
| 3    | Geraint Thomas   | Sky     | s.t.     |

| Pos. | Corridore      | Squadra | Tempo     |
| ---- | -------------- | ------- | --------- |
| 1    | Geraint Thomas | Sky     | 20h49'37" |
| 2    | Thibaut Pinot  | FDJ     | a 7"      |
| 3    | D. Pozzovivo   | AG2R    | a 20"     |

## Evoluzione delle classifiche
| Tappa              | Vincitore          | Classifica generale Maglia fucsia | Classifica scalatori Maglia verde | Classifica sprint Maglia rossa | Classifica giovani Maglia bianca | Classifica a squadre |
| ------------------ | ------------------ | --------------------------------- | --------------------------------- | ------------------------------ | -------------------------------- | -------------------- |
| 1ª                 | Michele Scarponi   | Michele Scarponi                  | Aleksandr Foliforov               | Pascal Ackermann               | Hugh Carthy                      | Astana Pro Team      |
| 2ª                 | Rohan Dennis       | Thibaut Pinot                     | Aleksandr Foliforov               | Pascal Ackermann               | Hugh Carthy                      | Astana Pro Team      |
| 3ª                 | Geraint Thomas     | Geraint Thomas                    | Aleksandr Foliforov               | Pascal Ackermann               | Hugh Carthy                      | Cannondale-Drapac    |
| 4ª                 | Matteo Montaguti   | Geraint Thomas                    | Aleksandr Foliforov               | Pascal Ackermann               | Hugh Carthy                      | Cannondale-Drapac    |
| 5ª                 | Thibaut Pinot      | Geraint Thomas                    | Aleksandr Foliforov               | Pascal Ackermann               | Egan Bernal                      | BMC Racing Team      |
| Classifiche finali | Classifiche finali | Geraint Thomas                    | Aleksandr Foliforov               | Pascal Ackermann               | Egan Bernal                      | BMC Racing Team      |

## Classifiche finali

### Classifica generale - Maglia fucsia
| Pos. | Corridore        | Squadra    | Tempo     |
| ---- | ---------------- | ---------- | --------- |
| 1    | Geraint Thomas   | Sky        | 20h49'37" |
| 2    | Thibaut Pinot    | FDJ        | a 7"      |
| 3    | D. Pozzovivo     | AG2R       | a 20"     |
| 4    | Michele Scarponi | Astana     | a 27"     |
| 5    | Mikel Landa      | Sky        | a 42"     |
| 6    | Pierre Rolland   | Cannondale | a 52"     |
| 7    | E. Buchmann      | Bora       | a 54"     |
| 8    | Danilo Celano    | Italia     | s.t.      |
| 9    | Egan Bernal      | Androni    | a 1'02"   |
| 10   | Rodolfo Torres   | Androni    | a 1'16"   |

### Classifica scalatori - Maglia verde
| Pos. | Corridore           | Squadra   | Punti |
| ---- | ------------------- | --------- | ----- |
| 1    | Aleksandr Foliforov | Gazprom   | 33    |
| 2    | Davide Orrico       | Sangemini | 20    |
| 3    | Stefano Pirazzi     | Bardiani  | 18    |
| 4    | Mikel Landa         | Sky       | 14    |
| 5    | Egan Bernal         | Androni   | 10    |

### Classifica sprint - Maglia rossa
| Pos. | Corridore         | Squadra   | Punti |
| ---- | ----------------- | --------- | ----- |
| 1    | Pascal Ackermann  | Bora      | 12    |
| 2    | Francesco Gavazzi | Androni   | 12    |
| 3    | Paolo Totò        | Sangemini | 8     |
| 4    | Kilian Frankiny   | BMC       | 6     |
| 5    | Leigh Howard      | Aqua Blue | 6     |

### Classifica giovani - Maglia bianca
| Pos. | Corridore          | Squadra    | Tempo     |
| ---- | ------------------ | ---------- | --------- |
| 1    | Egan Bernal        | Androni    | 20h50'39" |
| 2    | Hugh Carthy        | Cannondale | a 1'36"   |
| 3    | Cristian Rodríguez | Wilier     | a 3'30"   |
| 4    | Julen Amezqueta    | Wilier     | a 3'40"   |
| 5    | Fausto Masnada     | Androni    | a 5'40"   |

### Classifica a squadre
| Pos. | Squadra                       | Tempo     |
| ---- | ----------------------------- | --------- |
| 1    | BMC Racing Team               | 62h35'31" |
| 2    | Androni-Sidermec-Bottecchia   | a 1'58"   |
| 3    | AG2R La Mondiale              | a 2'29"   |
| 4    | Astana Pro Team               | a 6'51"   |
| 5    | Wilier Triestina-Selle Italia | a 9'27"   |